# Yona (cantante)
Yona, pseudonimo di Johanna Pitkänen (Austria, 5 marzo 1984), è una cantante finlandese.

## Biografia
Nata in Austria e cresciuta a Oulu, Yona si è trasferita a Kuopio con la famiglia all'età di 10 anni. Sin da bambina ha preso lezioni di canto e di pianoforte. Si è diplomata al Conservatorio Pop & Jazz di Helsinki.
L'album di debutto di Yona, Pilvet liikkuu, minä en, è uscito nel 2010 e ha conquistato la 49ª posizione della classifica finlandese. La cantante è successivamente andata in tournée con l'Orkesteri Liikkuvat Pilvet, un ensemble di dieci musicisti. Il successo del progetto le ha fruttato un Emma gaala, il principale riconoscimento musicale in Finlandia, per il migliore artista esordiente dell'anno.
Nel 2013 ha partecipato al festival di tango Seinäjoen Tangomarkkinat, piazzandosi seconda. L'anno successivo ha pubblicato un album ispirato al tango, intitolato Tango a la Yona. In totale Yona ha pubblicato sette album, tre dei quali hanno raggiunto la top 10 della classifica finlandese; in particolare, 7 (2018) ha debuttato al 5º posto.

## Discografia

### Album
- 2010 - Pilvet liikkuu, minä en
- 2011 - Vaikenen laulaen
- 2012 - Vaikka tekee kipeää, ei haittaa
- 2014 - Tango a la Yona
- 2015 - Naivi
- 2016 - Jano
- 2018 - 7

### Singoli
- 2014 - En enää vaieta mä voi
- 2015 - Syyt
- 2015 - Niitty ja taivas
- 2015 - Matka
- 2018 - Ghetto
- 2018 - Sä teit tän laulun (con Olavi Uusivirta)
- 2019 - Kotitaival